# Acherosoma likanum
Acherosoma likanum är en mångfotingart som beskrevs av Pius Strasser 1966. Acherosoma likanum ingår i släktet Acherosoma och familjen Haasiidae. Inga underarter finns listade i Catalogue of Life.